# Seomara da Costa Primo
Seomara da Costa Primo (Lisboa, 10 de novembro de 1895 — Amadora, 2 de abril de 1986) distinguiu-se como professora do Ensino Liceal e do Universitário, investigador nas áreas das Ciências Naturais e da Educação, e como activista do movimento associativo do professorado do ensino liceal. Foi a primeira mulher a doutorar-se em Ciências. 

## Biografia
Filha de Maria Luísa Buttuller e de Manuel da Costa Primo, nasceu em Lisboa, na freguesia do Socorro, no dia 10 de Novembro de 1895 e veio a falecer na Amadora, onde viveu cerca de meio século, no dia 2 de Abril de 1986.
Frequentou como aluna o Liceu Passos Manuel, enquanto vivia com seu pai na Rua de S. João da Praça. Nesse liceu, terminou o Curso Complementar de Ciências em 1913, entrando de seguida na Faculdade de Ciências da Universidade de Lisboa onde concluiu o Curso de Ciências Histórico-Naturais em 1919.
No decurso do ano lectivo de 1917-18 frequentou na Faculdade de Medicina as cadeiras de Histologia e Embriologia. Em 1942 defendeu a tese de Doutoramento, tendo sido a primeira mulher a doutorar-se em Ciências, o que lhe valeu a divulgação do ocorrido na imprensa quotidiana bem como o acesso à cátedra de Botânica na Faculdade de Ciências de Lisboa em 1943.
Foi como professora do Ensino Liceal - cargo que viria a acumular com a docência Universitária entre 1921 e 1942 - que desenvolveu intensa actividade tanto no campo científico e pedagógico como no associativo.
Tendo frequentado o Curso do Magistério Liceal, diplomou-se pela Escola Normal Superior e concluiu o Exame de Estado no ano de 1922. Leccionou no antigo Liceu Almeida Garrett e no seu sucessor, Maria Amália Vaz de Carvalho, tendo deixado nas suas alunas uma forte impressão abonatória, que ainda hoje é vivamente recordada.
Foi autora de diversos compêndios para o Ensino Liceal, de Botânica, de Biologia e de Zoologia - profusamente ilustrados com aguarelas e carvões executados por si - que acompanharam gerações de alunos do Ensino Liceal, entre os anos trinta e setenta. O seu gosto pelo desenho e pela pintura permite encontrar no seu espólio um número muito significativo de aguarelas, representando plantas e animais.
O nome de Seomara da Costa Primo surge também associado à Federação das Associações dos Professores dos Liceus Portugueses (cujos Estatutos foram aprovados em Maio de 1926), não só pelo facto de desde 1927, ter feito parte dos seus corpos gerentes, mas igualmente por ter apresentado diversas comunicações nos Congressos realizados pela associação.
Foi pela mão da Professora Seomara que o cinema educativo se estreou no Liceu Maria Amália, no dia 24 de Junho de 1929, com o filme "Chang", de que o suplemento de "O Século" (o "Cinéfilo") faz eco, ao publicar um extenso artigo de Seomara intitulado "«Chang», Uma lição no Liceu Maria Amália Vaz de Carvalho", onde, para além de uma história breve do Cinema, são salientadas as vantagens do cinema educativo como forma de aproximar os alunos da realidade.
No suplemento de "O Século", o "Modas & Bordados", dirigido por Maria Lamas, é revelado o interesse de Seomara relativamente à Cruz Vermelha Infantil, organização ligada à Sociedade das Nações, ao proferir, em Lisboa, no dia 25 de Junho de 1930, uma conferência sob o título "A educação e a cruz vermelha da mocidade".
Quanto à educação, Seomara pensava que: "A educação não consiste já na acumulação de noções por vezes demasiada, numa exagerada fase intelectual -conjunto de noções mal fixadas umas, mal interpretadas outras, por vezes mal usadas todas- consiste antes na preparação do indivíduo para a vida, visando aquela selecção e cultura das qualidades da raça, tornando-o apto a agir e a vencer no meio a que é destinado" (Primo, 1939). Mas, para além desta visão global da educação, também se pronuncia relativamente à necessidade de adopção de novos métodos de ensino - o que, aliás, o discurso curricular oficial irá propor, sem no entanto realizar - e tomando uma posição crítica relativamente aos programas do ensino liceal: "...transformação dos métodos de ensino em métodos activos, que tendem a favorecer a actividade pessoal da criança, procurando rodeá-la das mesmas condições que encontrará na vida, levando-a a resolver problemas em que é colocada, dentro das suas forças e da sua mentalidade, o que é certo é que também nos nossos programas muito pouco se cuida dos problemas da vida." (Primo, 1930).
Também a especificidade feminina foi objecto de referência, no que concerne ao papel da mulher na sociedade e à educação das raparigas: "Quanto mais esclarecida (...) for [a mulher], tanto mais elevará a sua missão de mãe. A cultura nunca fará mal às raparigas. Poderá resultar melhor até, porque é a mulher, de facto, quem exerce mais influência no espírito dos filhos. Fomentar, pois, a sua cultura, elevar a sua mentalidade, é pedra de toque de um país verdadeiramente civilizado" (Primo, 1943).
Seomara foi autora de inúmeros artigos de índole científica, publicados na imprensa da especialidade, bem como em órgãos de divulgação, tendo sido citada na imprensa estrangeira. Efectuou diversas viagens de estudo de âmbito científico e pedagógico, a França, Alemanha, Bélgica, Países Baixos e Suíça.
Apesar de ter lutado pela dignificação da profissão docente e pelo estatuto da mulher na sociedade portuguesa e de ter veiculado esses princípios junto das pessoas que com ela conviveram, os seus últimos anos de vida foram passados com grandes dificuldades de subsistência.
Existe uma escola secundária com o seu nome na Amadora. 